# Cāraṇa

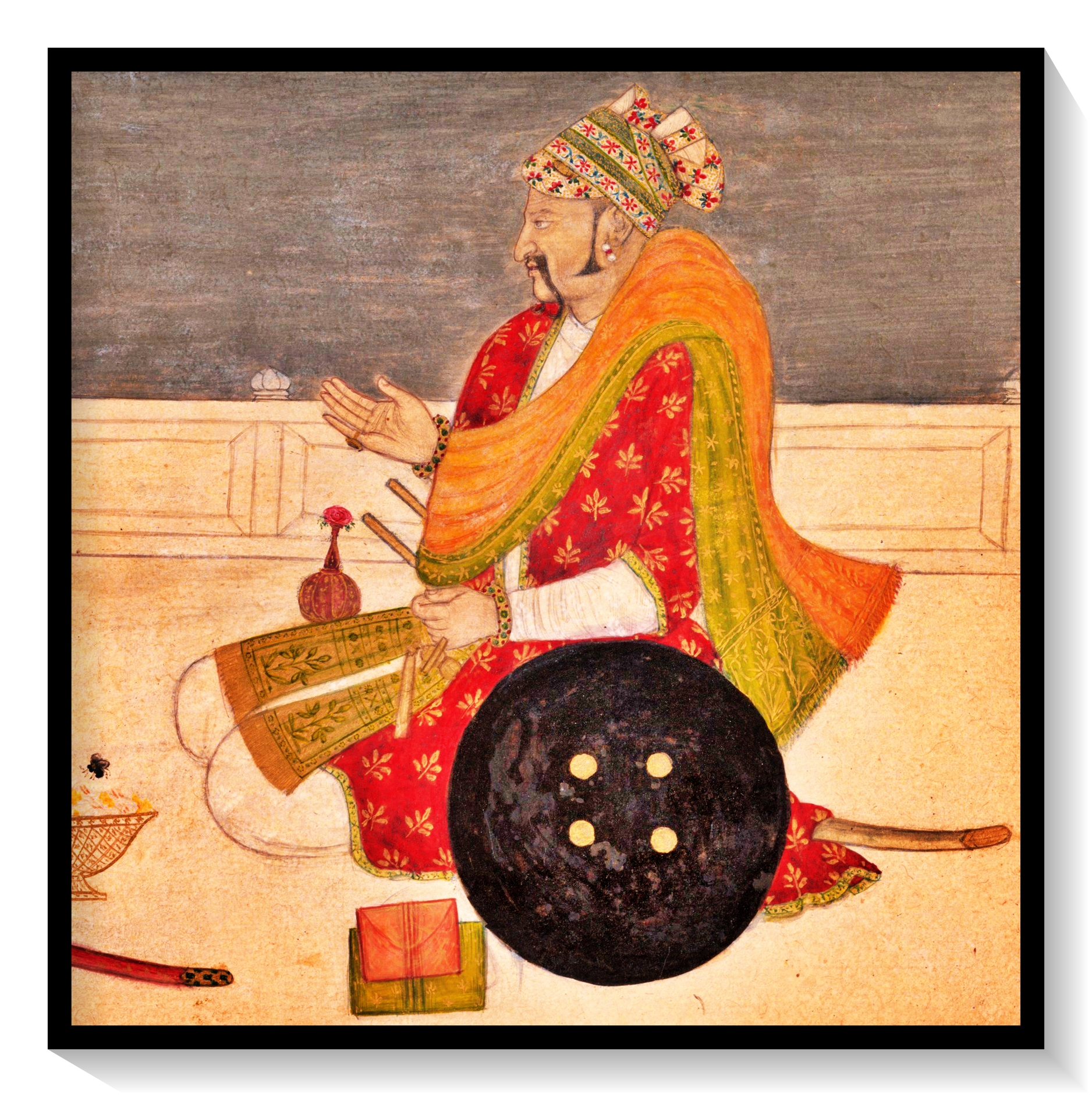
Un Chāraṇa nel regno di Bikaner, 1725 d.C.- (Metropolitan Museum of Art)

I Cāraṇa (in sanscrito चारण; in gujarati ચારણ; in urdu ارڈ‎?, AFI: cɑːrəɳə; anglizzati in Charan) sono una casta/comunità dell'Asia meridionale residente negli stati indiani del Rajasthan e del Gujarat, nonché nelle province del Pakistan del Sindh e del Belucistan. Storicamente, i Cāraṇa erano poeti e letterati, guerrieri e jagir. Erano specializzati in diverse occupazioni come letterati, guerrieri e commercianti. I Cāraṇa erano inseriti nei regni Rajput medievali come ministri, mediatori, amministratori, consiglieri e soldati. La posizione di Kaviraja (poeta e storico di stato) nelle corti reali era generalmente riservata a loro. I poeti Cāraṇa hanno contribuito in maniera preminente alla letteratura Rajasthani, Gujarati e Sindhi.
I Cāraṇa sono considerati una razza antica e sacra menzionata nelle scritture e nei poemi epici indù come Yajurveda, Rāmāyaṇa, Mahābhārata, etc. Era considerato peccato versare il sangue di un Cāraṇa o farlo spargere.
I Cāraṇa combatterono in battaglie al fianco dei Rajput e li incoraggiarono a combattere valorosamente con onore. Coloro che sopravvissero, composero poesie in memoria dei loro amici ed eroi caduti. I Cāraṇa ricevevano jagir (feudi) dai governanti in cambio dei loro servizi ed erano conosciuti come thakur /jagirdar (classe feudale). I Cāraṇa adoravano principalmente "Shakti" nella forma di Hinglaj e dei suoi avatar (reincarnazioni) come donne Cāraṇa divine come Awad Mata, Tanot Rai, Karni Mata, Aai Khodiyar, Deval Mata, Bahuchara Mata, ecc. A causa di ciò, sono anche conosciuti come "Deviputra" (figli della Dea).
I poeti Cāraṇa hanno sviluppato una lingua letteraria unica da utilizzare nella loro letteratura conosciuta come Dingal (Antico Rajasthani occidentale), che è diventata la lingua della corte letteraria nelle regioni del Rajasthan, Kutch, Gujarat, Saurashtra e Malwa.

## Origini e mitologia
I lignaggi dei Cāraṇa sono stati fatti risalire ai Charan-Rishis/Munis dell'epica indù Mahābhārata, in cui si menziona che i Cāraṇa si prendevano cura di Raja Pandu durante il suo soggiorno nella regione himalayana "Terra di Charan". E dopo la sua morte, i Cāraṇa decisero di consegnare in sicurezza Kunti e i suoi figli a Dhritarashtra, sovrano di Hastinapur e fratello di Pandu.
Altri racconti nei testi Puranici riguardano l'ascendenza dei deva-Charan (divini Cāraṇa) al Monte Sumer da dove partirono a causa dell'aumento dei membri della "popolazione divina".

## Arrivo in Rajasthan
I Cāraṇa arrivarono nel Rajasthan in gran numero dal Sindh, durante l'VIII-IX secolo, a causa delle tensioni politiche derivanti dall'ascesa dell'Islam nel Sindh. Si suppone che fossero guidati dalla dea Avad in questa migrazione.

## Struttura sociale
I membri della casta sono considerati divini da gran parte della società. Le donne sono adorate come dee madri da altre importanti comunità di questa regione, tra cui Khatris e Rajput. Per secoli, i Cāraṇa erano noti per la loro reputazione di preferire la morte piuttosto che infrangere una promessa.
Un Cāraṇa considererà uguali tutti gli altri Cāraṇa anche se non li conosce e hanno uno status economico o geografico radicalmente diverso.
Gli uomini Cāraṇa sono anche conosciuti come le sacrosante guide dei cammelli, dei buoi da soma e delle carovane attraverso il deserto del Thar e come commercianti di cavalli, lana e sali, fornitori di cibo e armi per gli eserciti.
Anil Chandra Banerjee, un professore di storia, ha detto che:
Opinione condivisa da un altro storico, G. N. Sharma, che ha detto:

### Clan
I Cāraṇa hanno principalmente 2 sezioni endogame in India: Maru Charan (quelle del Rajasthan) e Kachela Charan (quelle del Gujarat)
I principali clan tra i Maru-Charan sono Rohariya, Detha, Ratnoo, Ashiya, Mehru, Kiniya e Arha. I Kachelas sono divisi in 7 clan esogamici principali: Nara, Chorada, Chana, Avsura, Maru, Bati e Tumbel.

## Usi e costumi
Nella società del Rajasthan, alle vedove era proibito risposarsi nelle caste elevate come Cāraṇa, Rajput e Brahmini. La pratica del purdah è rigorosamente osservata nella comunità dei Cāraṇa.

### Modalità di saluto
Gli uomini Cāraṇa e Rajput si salutano dicendo "Jai Mataji Ki" (Vittoria alla Dea Madre).

### Eredità
Una delle usanze Cāraṇa in cui differiscono dai Rajput è nelle loro leggi sull'eredità. Il Charania Bunt, come è popolarmente noto, indica la divisione equa della terra tra i figli mentre tra i Rajput, una parte importante della terra viene data al figlio maggiore.

### Cibo e bevande
I Cāraṇa erano soliti consumare oppio (noto anche come Afeem nelle lingue regionali), pratica popolare anche tra i Rajput di questa regione. Ma a differenza dei Rajput, le donne Cāraṇa non consumano liquori. I Cāraṇa non mangiano la carne delle mucche e tengono in totale disprezzo coloro che lo fanno. Le mucche sono rispettate come le madri. Prima dell'indipendenza dell'India nel 1947, il sacrificio di un bufalo maschio costituiva una parte importante della celebrazione di Navratri. Tali celebrazioni erano spesso presiedute da una donna Cāraṇa.

### Consumo di oppio
Nel "Primo rapporto della Commissione reale sull'oppio" a Rajputana, i Cāraṇa sono risultati essere tra le più alte comunità consumatrici di oppio in conformità con la loro posizione feudale.
Le occasioni in cui era ritenuto obbligatorio assumere oppio erano:
1. Fidanzamenti.
2. Matrimoni.
3. La visita di un genero a casa del suocero.
4. Dopo una morte, per 12 giorni dai Rajput e Cāraṇa, e per periodi uguali o inferiori da altre caste.
5. Alla nascita di un figlio maschio tra Rajput e Cāraṇa.
6. Primo taglio dei capelli di un bambino maschio tra Rajput e Cāraṇa.
7. Sulla riga (o rasatura in mezzo) della barba di Rajput e Cāraṇa.
8. In occasione della festa Akhatij.
9. In occasione di riconciliazioni. È anche considerata la cosa giusta da fare in altre feste, saluti amichevoli e in determinati giorni nei templi.

### Navratra
Nell'India pre-indipendenza, le celebrazioni reali di Navratra nei regni Rajput erano presiedute da una donna Cāraṇa, considerata un avatar di Shakti, mentre un Rajput svolgeva il compito di uccidere l'animale sacrificale.

## Dingal
Dingal è un linguaggio o un mezzo poetico sviluppato dai Cāraṇa dell'antica lingua rajasthani intorno all'anno 9-10. Quando gli stessi Cāraṇa divennero parte dell'élite di corte e feudale, il Dingal divenne la lingua letteraria delle corti e si diffuse in tutto il Rajasthan, il Gujarat, il Sindh, il Malwa e la regione di Kathiyawad dell'India nord-occidentale. Dingal Bhasha e lingua marwari sono sinonimi.

## Contributi alla letteratura indiana
Un intero genere di letteratura è noto come letteratura Cāraṇa. La lingua e la letteratura di Dingal esistono in gran parte per via di questa casta. Zaverchand Meghani divide la Charan-Sahitya (letteratura Cāraṇa) in tredici sottogeneri:
- Canti in lode di dei e dee (stavan)
- Canti in lode di eroi, santi e patroni (birdavalo)
- Descrizioni di guerra (varanno)
- Rimproveri di grandi re esitanti e uomini che usano il loro potere per il male (upalambho)
- Beffa di un tradimento permanente dell'eroismo (thekadi)
- Storie d'amore
- Lamenti per guerrieri morti, patroni e amici (marasiya o vilap kavya)
- Elogio della bellezza naturale, della bellezza stagionale e delle feste
- Descrizioni delle armi
- Canti in lode di leoni, cavalli, cammelli e bufali
- Detti sull'intelligenza didattica e pratica
- Antichi poemi epici
- Canzoni che descrivono l'angoscia delle persone in tempi di carestia e avversità

Altre classificazioni di Charani sahitya sono Khyatas (cronache), Vartas e Vatas (racconti), Raso (epopea marziale), Veli - Veli Krishan Rukman ri, Doha-Chhand (versi).

## Era moderna
Dopo l'indipendenza dell'India, nel 1947, e l'instaurazione della democrazia, gli stati principali furono fusi nell'Unione indiana. Poco dopo, nel 1952, il governo indiano abolì il sistema dello jagir (sistema di proprietà fondiaria feudale). Ciò influenzò negativamente il dominio delle caste superiori come i Cāraṇa (così come i Rajput) che facevano parte della classe feudale. Non detenevano più la totalità della terra del villaggio poiché la proprietà venne trasferita alle comunità come Jat e Patel che coltivavano la terra. Gradualmente, i Cāraṇa persero i loro diritti e privilegi feudali e il loro dominio declinò. Si è scoperto che i Cāraṇa come gruppo di casta superiore hanno valori pro capite di proprietà terriera più elevati rispetto ad altre comunità.
Tuttavia, i Cāraṇa continuano a detenere grandi appezzamenti di terreno e mantengono un certo stile di vita tradizionale. Le donne Cāraṇa continuano ad osservare il purdah (velo consueto) oltre al ghungat. I Cāraṇa usano la loro terra per l'agricoltura ma non la coltivano personalmente e si avvalgono di manodopera salariata. Il loro dominio, sebbene in declino, continua in funzione dell'adattamento all'istruzione moderna e all'accesso ai lavori governativi dei colletti bianchi.